# Issoria shortlandica
Issoria shortlandica är en fjärilsart som beskrevs av Hans Fruhstorfer 1912. Issoria shortlandica ingår i släktet Issoria och familjen praktfjärilar. Inga underarter finns listade i Catalogue of Life.